# Ferdinand Olof Schager
Ferdinand Olof Schager, född den 10 december 1825, död den 21 februari 1876 i Stockholm, var en svensk jurist.
Schager blev student vid Upsala universitet 1846 och avlade hovrättsexamen där 1850. Han blev auskultant i Svea hovrätt sistnämnda år, extra ordinarie notarie 1851, vice häradshövding 1854, extra ordinarie fiskal 1856, adjungerad ledamot första gången 1857, ordinarie fiskal 1858, tillförordnad revisionssekreterare 1860, assessor 1861 och konstituerad revisionssekreterare 1863. Schager blev underståthållare i Stockholms stad 1867. Han blev riddare av Nordstjärneorden 1868 och kommendör (av första klassen) av samma orden 1872.